# Riesenmanta

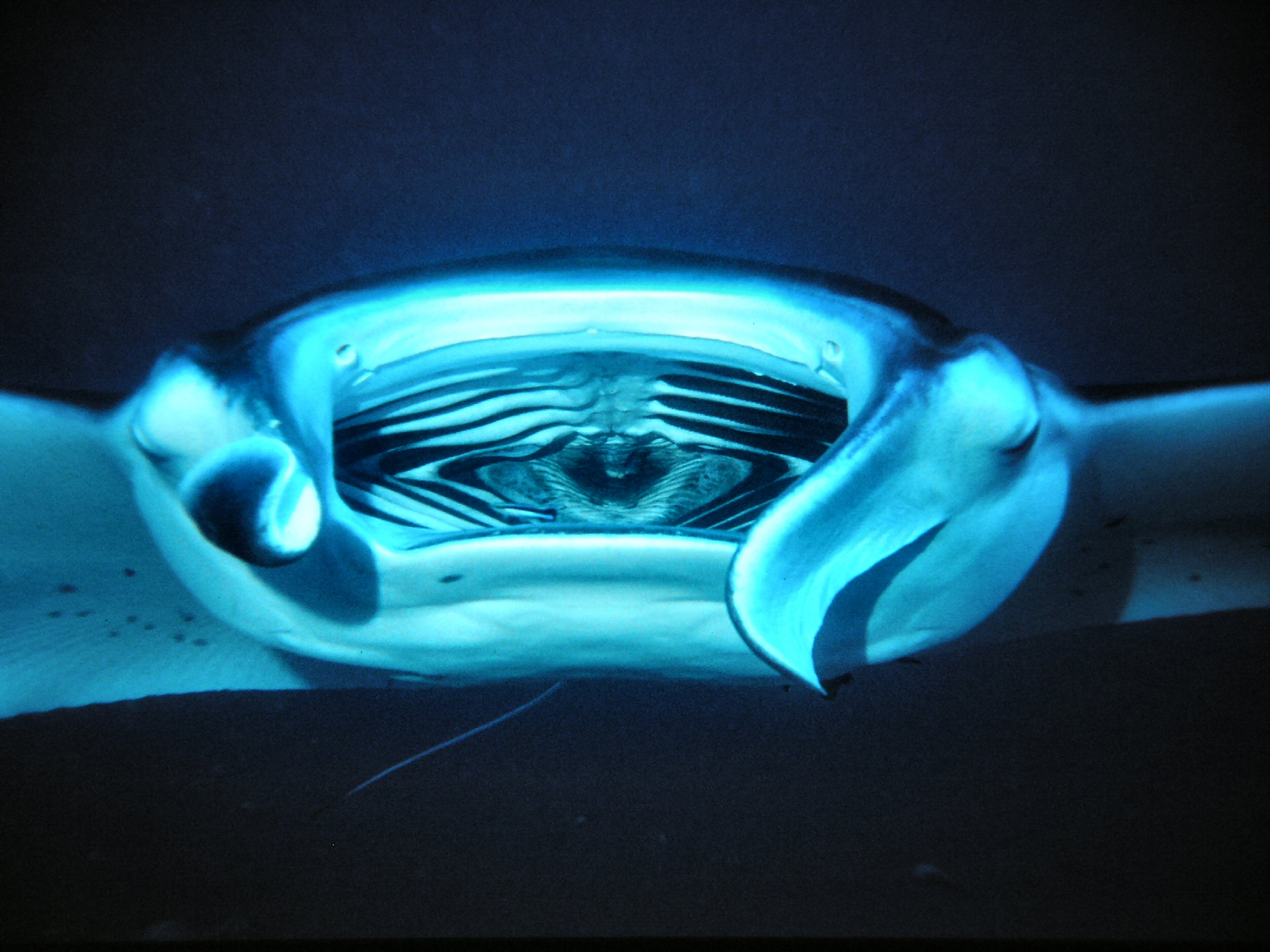
Mantarochen, gut sichtbar die Kiemenreuse
(Putzerlippfisch vorne im Maul)

Der Riesenmanta (Mobula birostris, Syn.: Manta birostris) ist eine Rochenart aus der Familie der Teufelsrochen. „Manta“ ist spanisch und bedeutet „Decke“. Die Kopfflossen brachten den Tieren schließlich den Namen „Teufelsrochen“ ein.

## Beschreibung
Riesenmantas können eine Spannweite von sieben Metern und ein Gewicht von zwei Tonnen erreichen. Im Unterschied zu vielen anderen Rochenarten besitzen sie keinen Giftstachel. Sie halten sich, im Gegensatz zu ihren Verwandten, meistens nahe der Wasseroberfläche auf, wo sie ihre Nahrung finden. Nur ihre Ruhephasen verbringen sie anscheinend in Bodennähe. Zu beiden Seiten des Kopfes besitzen Mantas je eine Kopfflosse. Mit diesen Flossen führen sie ihrem Mund zusätzliches planktonreiches Wasser zu. Lange Zeit nahm man an, dass sie sich ausschließlich von Plankton ernähren, das sie beim Schwimmen einfangen. Bei Isotopenuntersuchungen des Muskelfleisches von Riesenmantas zeigte sich jedoch, dass die Riesenmantas auch andere Nahrung aufnehmen mussten. Fast 75 % ihrer Nahrung besteht wahrscheinlich aus Fischen und pelagischen Weichtieren. Diese werden wahrscheinlich in Tiefen von 200 bis 1000 Metern erbeutet.
Ebenso wie die Kuhnasenrochen benutzt der Riesenmanta seine Flossen ähnlich wie Vogelflügel. Die Spitzengeschwindigkeit beträgt 9–12 km/h. Bisweilen springen sie aus dem Wasser. Bei kleineren Teufelsrochen wurden schon Sprünge über 2 Meter gemessen.

## Verbreitung

Verbreitung des Riesenmantas

Riesenmantas sind weltweit in allen tropischen Ozeanen in geringer Wassertiefe verbreitet. Sie bevorzugen küstennahe Gewässer.
Sowohl in den Randbereichen des Indischen Ozeans als auch an den Randbereichen des Atlantiks und des Pazifiks sowie in den angrenzenden Meeren wie dem Golf von Mexiko sind Mantas anzutreffen. Im westlichen Atlantik erstreckt sich das Verbreitungsgebiet vom Golf von Mexiko bis ins tropische Brasilien. Im Indischen Ozean reicht die Verbreitung von Südafrika bis nach Indien. Der westliche Pazifik wird vom nördlichen Australien bis Südostasien und im Bereich der ozeanischen Inselwelt besiedelt. Auch in den anschließenden Meeren wie dem Golf von Bengalen, dem Roten Meer sowie dem Arabischen Meer sind die Riesenmantas zu Hause. Mantas sind oftmals an den Putzerstationen in den Riffen anzutreffen und werden gewöhnlich von Schiffshalterfischen begleitet.

## Bestand
Mantas wurden in der roten Liste der IUCN ab 2011 in der Kategorie „VU“ („Vulnerable“; „gefährdet“) aufgeführt. Nach einer Neubewertung 2019 wurde der Gefährdungsstatus 2020 auf „EN“ („Endangered“; „stark gefährdet“) gesetzt.  Sie gelten noch nicht als vom Aussterben bedroht, ihre Populationen sind jedoch wegen der geringen Vermehrungsrate als sehr empfindlich anzusehen.

## Fortpflanzung
Geschlechtsreif ist der Riesenmanta mit fünf Lebensjahren. Bei der Paarung führt das Männchen einen seiner sogenannten Klaspern beim Weibchen in die Kloake ein. Informationen über die Fortpflanzung stammen hauptsächlich von Mantas aus Aquarien, wo Kopulation und Geburt genau beobachtet werden können. Demnach beträgt die Tragzeit etwa ein Jahr. Das Jungtier hat bei der Geburt bereits eine Spannweite von ca. 1,8 bis 1,9 m und ein Gewicht von 60 bis 70 kg. Notgeburten bei harpunierten tragenden Weibchen wurden mehrfach beobachtet. 
Wie andere sehr große Knorpelfische (z. B. Wal- oder Riesenhaie) kommen Mantas in kleinen Beständen vor, wachsen langsam, werden spät geschlechtsreif und haben eine geringe Nachwuchszahl.

## Feinde
Neben dem Menschen, der die Mantas weltweit nur im geringen Umfang gezielt befischt, gehören wohl Raubhaie, unter anderem Tigerhaie, zu den größeren Feinden dieser Tierart. Menschen bejagen die Teufelsrochen durch Harpunieren. Ihr Fleisch gilt als lokale Spezialität, ihre Leber ist ölreich, aus ihrer Haut werden Schleifmittel gefertigt. Andere Tiere fallen Treib- und Stellnetzen zum Opfer. Allmählich findet die Jagd auf den Manta auch kommerzielles Interesse.

## Systematik
Der Riesenmanta wurde 1792 unter dem wissenschaftlichen Namen Raja birostris durch den deutschen Naturforscher Johann Julius Walbaum beschrieben. 1829 führte der englische Zoologe Edward Nathaniel Bancroft die Gattung Manta ein. Da sowohl die morphologische als auch die genetische Merkmalsausprägung der Gattung Manta innerhalb des für die Gattung Mobula angegebenen Bereichs liegt, wurde die Gattung Manta im Juni 2017 mit Mobula synonymisiert, der Riesenmanta hat jetzt also die wissenschaftliche Bezeichnung Mobula birostris.

## Riesenmantas und der Mensch

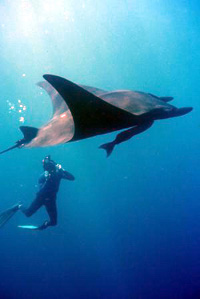
Mantarochen mit Schiffshalter

Bewegungsart, Aussehen und Größe der Mantarochen sowie der Name „Teufelsrochen“ trugen wahrscheinlich dazu bei, dass im 18. und 19. Jahrhundert unter Seeleuten allerlei Schauermärchen über sie kursierten. Man glaubte daher früher fälschlicherweise, dass Riesenmantas für den Menschen gefährlich seien. Die meisten Tiere dulden sogar Taucher an ihrer Seite. Im März 2013 wurde auf der Artenschutzkonferenz der CITES in Bangkok eine Regulierung des Handels mit Mantarochen beschlossen, die Regelung trat am 14. September 2014 in Kraft.

## Haltung in Gefangenschaft
Zurzeit werden Riesenmantas nur in wenigen Aquarien auf der Welt gehalten. Weltweit gehören das Georgia Aquarium  und das Okinawa-Churaumi-Aquarium dazu. In Europa lebt seit 2018 ein Riesenmanta im Aquarium Nausicaá in Frankreich, bis 2007 lebte ein Einzeltier im Ozeaneum Lissabon. Teilweise handelt es sich jedoch um Riffmantas, da die Arten zeitweise zu einer Art zusammengefasst wurden.
Im Okinawa-Churaumi-Aquarium ist 2007 ein Mantarochenbaby zur Welt gekommen, aber einige Tage darauf aufgrund einer Verletzung an der Beckenscheibe gestorben. Seitdem kam es mehrfach zu erfolgreichen Geburten.

## Trivia
Der Mantarochen stand Pate für den Namen des Automobil-Modells Opel Manta der Firma General Motors, produziert von 1970 bis 1988.